# Championnat de Maurice de football 2024-2025
Navigation
Saison précédente Saison suivante
La saison 2024-2025 de National Super League est la quatre-vingtième édition de la première division mauricienne . Les dix meilleures équipes du pays s'affrontent à deux reprises au sein d'une poule unique. À la fin du championnat, les deux derniers du classement sont relégués et remplacés par les deux premiers de deuxième division. La compétition se déroule du 1er décembre 2024 au 1er juin 2025.

## Clubs participants
| Equipe                                 | Ville                 | Stade                     | Capacité |
| -------------------------------------- | --------------------- | ------------------------- | -------- |
| Cercle de Joachim SC T                 | Curepipe              | Stade George-V            | 6 200    |
| AS Port-Louis 2000                     | Port-Louis            | Stade St. François Xavier | 2 500    |
| Entente Boulet Rouge/Riche-Mare Rovers | Central Flacq         | Stade Auguste-Vollaire    | 4 000    |
| AS de Vacoas-Phoenix                   | Curepipe              | Stade George-V            | 6 200    |
| Pamplemousses SC                       | Belle Vue             | Stade Anjalay             | 15 000   |
| GRSE Wanderers                         | Flacq                 | Stade Auguste Vollaire    | 4 000    |
| PAS Mates SC                           | Pointes-aux-Sables    | Stade Sir Gaëtan Duval    | 6 500    |
| Petite Rivière Noire SC                | Tamarin               | Stade Germain-Comarmond   | 5 000    |
| Chebel Citizen P                       | Beau Bassin-Rose Hill | Stade Sir Gaëtan Duval    | 6 500    |
| La Cure Waves SC P                     | Port Louis            | Stade St. François Xavier | 2 500    |

## Classement
Le classement est établi sur le barème de points classique (victoire à 3 points, match nul à 1, défaite à 0).
| Rang | Équipe                  | Pts | J  | G  | N | P  | Bp | Bc | Diff |
| ---- | ----------------------- | --- | -- | -- | - | -- | -- | -- | ---- |
| 1    | Cercle de Joachim SC T  | 46  | 18 | 14 | 4 | 0  | 35 | 6  | +29  |
| 2    | La Cure Waves SCP       | 38  | 18 | 12 | 2 | 4  | 40 | 18 | +22  |
| 3    | Pamplemousses SC        | 30  | 18 | 9  | 3 | 6  | 25 | 18 | +7   |
| 4    | Petite Rivière Noire SC | 26  | 18 | 7  | 5 | 6  | 21 | 19 | +2   |
| 5    | Chebel Citizen          | 25  | 18 | 7  | 4 | 7  | 26 | 26 | 0    |
| 6    | AS de Vacoas-Phoenix    | 22  | 18 | 6  | 4 | 8  | 22 | 30 | -8   |
| 7    | AS Port-Louis 2000      | 21  | 18 | 6  | 3 | 9  | 21 | 25 | -4   |
| 8    | PAS Mates SCP           | 19  | 18 | 5  | 4 | 9  | 18 | 24 | -6   |
| 9    | EBRRMR                  | 16  | 18 | 4  | 4 | 10 | 22 | 34 | -12  |
| 10   | GRSE Wanderers          | 8   | 18 | 1  | 5 | 12 | 20 | 50 | -30  |

| Légende : Qualifications et relégations | Légende : Qualifications et relégations                                                 |
| --------------------------------------- | --------------------------------------------------------------------------------------- |
|                                         | Qualification pour la Ligue des champions de la CAF 2025-2026                           |
|                                         | Qualification pour la Coupe de la confédération 2025-2026                               |
|                                         | Relégation directe en deuxième division                                                 |
|                                         | T : Tenant du titre P : Promu de deuxième division C : Vainqueur de la Coupe de Maurice |

## Bilan de la saison
| Championnat de Maurice de football 2024-2025 |                          |
| Champion                                     | Cercle de Joachim SC     |
| Qualifications continentales                 |                          |
| Ligue des champions de la CAF 2025-2026      | aucun                    |
| Coupe de la confédération 2025-2026          | aucun                    |
| Promotions et relégations                    |                          |
| Promus en Barclays League                    | AS Rivière du Rempart    |
| Promus en Barclays League                    | US Beau-Bassin/Rose Hill |
| Relégués en First League                     | EBRRMR                   |
| Relégués en First League                     | GRSE Wanderers           |